# 阿比林基督教大學
阿比林基督教大學（英語：Abilene Christian University）是一所私立基督教大學，本部坐落於德克薩斯州阿比林。

## 校史
阿比林基督教大學由AB Barret和Charles Roberson提出的構想成長為在德州西部成立的學校，而阿比林的基督教教堂同意支助這個學校建立的項目。最早命名為查爾德斯古典學院，自1906年秋季開放，當時有25名學生。
從成立至今，這所大學董事會由基督教教堂的成員所組成。而該校於1951年首次獲得學校認證，當時它是南方學院與學校協會大學委員會的認可成員。
《樂天派》（The Optimist）是大學的學生報紙，最早可追朔於1912年的《仙人球》（Prickly Pear），直到2008年更名。此外，校內還有另一個校園文學藝術雜誌，前身稱，自1933年起開始。
在《美國新聞與世界報導》雜誌的排名中，阿比林基督教大學是德克薩斯州區域類排名最高的大學，該校在2020年「美國最佳大學」中獲得有史以來最高的區域排名，排名第12位，相較2019年前進9名。

## 學院系所
| 文理學院 | 廣告/公共關係         | 小型廣告/公共關係             | 未成年人研究          |
| 文理學院 | 農業業務              | 農業研究輔修                  | 動物科學              |
| 文理學院 | 建築                  | 藝術                          | 藝術輔修              |
| 文理學院 | 藝術治療輔修          | 生物化學                      | 生物學                |
| 文理學院 | 化學                  | 化學輔修                      | 通訊                  |
| 文理學院 | 未成年人刑事司法      | 刑事司法                      | 工程                  |
| 文理學院 | 工程科學              | 英語                          | 未成年人英語          |
| 文理學院 | 英語老師認證          | 環境科學                      | 環境研究輔修          |
| 文理學院 | 少數民族婦女研究      | 未成年人法語                  | 全球研究輔修          |
| 文理學院 | 全球研究              | 平面設計輔修                  | 平面設計/廣告         |
| 文理學院 | 高中教師證書-化學     | 高中教師證書-計算機科學與數學 | 高中教師證書-歷史     |
| 文理學院 | 高中教師證書-生命科學 | 高中教師證書-物理             | 高中教師證書-物理科學 |
| 文理學院 | 高中教師證書-社會研究 | 歷史輔修                      | 歷史                  |
| 文理學院 | 跨學科課程            | 室內設計                      | 室內設計輔修          |
| 文理學院 | 新聞學                | 新聞學輔修                    | 新聞/多媒體教師認證   |
| 文理學院 | 較小的領導力研究      | 媒體研究輔修                  | 多媒體                |
| 文理學院 | 音樂教師認證-器樂     | 音樂教師認證-聲樂             | 音樂                  |
| 文理學院 | 音樂輔修              | 輕微和平與社會正義            | 哲學輔修              |
| 文理學院 | 物理輔修              | 物理                          | 政治學輔修            |
| 文理學院 | 政治學                | 法律                          | 專業寫作輔修          |
| 文理學院 | 心理學                | 小型公共服務                  | 社會工作              |
| 文理學院 | 社會學                | 未成年人社會學                | 西班牙文              |
| 文理學院 | 未成年人西班牙文      | 西班牙語教師認證              | 劇院輔修              |
| 文理學院 | 劇院                  | 人聲表演                      | 傳播文學碩士          |
| 文理學院 | 英語文學碩士          | 臨床心理學理學碩士            | 心理諮詢理學碩士      |
| 文理學院 | 心理學理學碩士-一般   | 學校心理學專家                |                       |

| 工商管理學院 | 會計           | 工商管理副修        | 計算機科學          |
| 工商管理學院 | 輔修計算機科學 | 數字娛樂技術        | 數字娛樂技術輔修    |
| 工商管理學院 | 數位媒體輔修   | 財務管理            | 管理                |
| 工商管理學院 | 市場行銷       | 數學                | 數字娛樂技術輔修    |
| 工商管理學院 | 會計學碩士     | 工商管理碩士（MBA） | 管理科學碩士（MSM） |

| 聖經研究學院 | 聖經與事工               | 聖經、宣教和事工   | 兒童和家庭服務           |
| 聖經研究學院 | 事工和職業               | 婚姻與家庭療法碩士 | 神學博士                 |
| 聖經研究學院 | 古代和東方基督教文學碩士 | 基督教文學碩士     | 現代和美國基督教文學碩士 |
| 聖經研究學院 | 新約聖經文學碩士         | 舊約聖經文學碩士   | 神學碩士                 |
| 聖經研究學院 | 基督教部文學碩士         | 全球服務文學碩士   | 神學文學碩士             |
| 聖經研究學院 | 神學碩士                 |                    |                          |

| 教育與人類服務學院 | 輔修課                 | 傳播科學與疾病    | 運動機能學                |
| 教育與人類服務學院 | 營養                   | 營養輔修          | 特殊教育-基礎教育         |
| 教育與人類服務學院 | 特殊教育-高中英語      | 教師教育-基礎教育 | 教師教育-中學             |
| 教育與人類服務學院 | 言語語言病理學理學碩士 | 營養/飲食實習碩士 | 營養學碩士                |
| 教育與人類服務學院 | 運動訓練碩士           | 社會工作理學碩士  | 社會工作理學碩士-高級地位 |
| 教育與人類服務學院 | 社會服務管理證書       | 教師教育計劃      | 職業治療理學碩士          |

## 著名校友
- 前美國眾議員、現任洛杉磯第四區縣政委員珍妮絲·哈恩（英语：Janice Hahn）
- 前美國眾議員泰德·波伊
- 前美式足球職業運動員達里爾·理查森（英语：Daryl Richardson）
- 德州西區地區法院法官羅伯特·皮特曼（英语：Robert L. Pitman）
- 前德州最高法院首席大法官傑克·波普（英语：Jack Pope）
- 美國田徑國手博比·莫羅
- 達拉斯晨報（英语：The Dallas Morning News）記者大衛·利森（英语：David Leeson），曾拿下2004年普立茲獎

## 外部連結
- 官方网站
- 阿比林基督教大學的Facebook專頁
- 阿比林基督教大學的X（前Twitter）
- YouTube上的
- 阿比林基督教大學的Instagram帳戶